# Peter Dourountzis
Peter Dourountzis, né en 1979 à Paris, est un réalisateur et scénariste français.

## Biographie
Peter Dourountzis sort diplômé de l'école de cinéma l’ESRA en 2002 après une quinzaine d'années au SAMU social. 

## Filmographie sélective
- 2003 : JCVD in Love, acteur et scénariste
- 2014 : Errance
- 2016 : Grands boulevards
- 2020 : Vaurien
- 2025 : Rapaces[5]